# Jean-Louis Quentin de Richebourg
Jean-Louis Quentin de Richebourg (26 de mayo de 1723-1813), marqués de Champcenetz, fue primer ayudante de cámara de Luis XV y, posteriormente, gobernador del Palacio de las Tullerías durante la Revolución francesa. Era enemigo personal del duque de Orleans, quien, sin embargo, le ayudó a escapar de la guillotina a petición de Grace Elliott.

## Biografía
Jean-Louis nació el 26 de mayo de 1723 en París, hijo de Louis Quentin de La Vienne, marqués de Champcenetz y gobernador del castillo de Meudon, y Thérèse Louise Trévillon. Fue gobernador, además, de los castillos de Meudon, Bellevue y Chaville.
De su primer matrimonio, con Marie Rose Tessier (fallecida el 6 de octubre de 1754), nació un único hijo, Louis-Pierre Quentin de Richebourg.
Con su segunda esposa, Madeleine Pernon (1737-1 de octubre de 1775), tuvo dos hijos:
Louis René Quentin de Richebourg (1760-1794) y Edmond-Ferdinand Quentin de Richebourg (1762-1805).
Se casó por tercera vez con Albertine Elisabeth de Neukirchen de Nyvenheim (1742-1805), con quien no tuvo hijos.
Murió en 1813.
- Datos: Q21007641